# José María Abarca
José María Abarca Platas (* 19. Juni 1974 in Barcelona) ist ein ehemaliger spanischer Wasserballspieler.

## Karriere
Abarca begann seine Karriere im Jahr 1991 beim CN Catalunya. Dort verbrachte er 13 Jahre und feierte in dieser Zeit zahlreiche Titelgewinne. Neben vier spanischen Meisterschaften in den Jahren 1992, 1993, 1994 und 1998 sicherte er sich auch drei Pokalsiege im Copa del Rey de Waterpolo in den Jahren 1992, 1994 und 1997. Auch international war er mit dem CN Catalunya erfolgreich – so gewann er den Europapokal der Pokalsieger im Jahr 1992 und den Europapokal der Landesmeister im Jahr 1995. Nach beiden Europapokal-Erfolgen errang die Mannschaft jeweils auch den Europäischen Supercup.
Zwischen 2004 und 2010 spielte Abarca für den Club Natació Sant Andreu. Im Jahr 2011 absolvierte er eine letzte Saison bei seinem ersten Verein, dem CN Catalunya.
Mit der spanischen Nationalmannschaft nahm er erfolgreich an zwei großen Turnieren teil. 1996 wurde er bei den Olympischen Spielen in Atlanta Olympiasieger, ein Jahr später gewann er mit dem Team bei den Mittelmeerspielen in Bari die Bronzemedaille.
Nach dem Ende seiner aktiven Karriere engagierte er sich unter anderem im Präsidium des CN Catalunya.